# 早良郵便局
早良郵便局（さわらゆうびんきょく）は、福岡県福岡市早良区にある郵便局。民営化前の分類では集配普通郵便局であった。

## 概要
住所：〒814-8799 福岡県福岡市早良区高取1-1-1

### 分室
分室はなし。かつて存在した分室は以下の通り。
- 干隈分室 - 1980年（昭和55年）に廃止された。代替として干隈郵便局（後の城南郵便局）が設置されている。

## 沿革
- 1882年（明治15年） - 福岡郵便分局として開設[1]。
- 1883年（明治16年） - 廃止。
- 1886年（明治19年）4月22日 - 西新町（にしじんまち）郵便受取所として再設置。
- 1901年（明治34年）2月1日 - 西新町郵便局（三等）となる。同日、貯金取扱を開始。
- 1902年（明治35年）2月6日 - 西新町郵便電信局になる。
- 1903年（明治36年）4月1日 - 通信官署官制の施行に伴い西新町郵便局となる。
- 1946年（昭和21年）5月1日 - 西福岡郵便局に改称。
- 1962年（昭和37年）7月14日 - 和文電報受付および電話通話業務を開始[2]。
- 1964年（昭和39年）11月16日 - 福岡西郵便局に改称[3]。
- 1974年（昭和49年）10月28日 - 西区干隈字五反田に干隈分室を設置。
- 1980年（昭和55年）10月6日 - 干隈分室を廃止。同日、干隈郵便局（集配普通郵便局：後の城南郵便局）を開局。
- 1989年（平成元年）4月1日 - 1982年（昭和57年）に行われた分区に対応し、分区後の西区を受け持つ新・福岡西郵便局を設置するため、その準備として早良郵便局に改称[4]。
- 1998年（平成10年）9月1日 - 外国通貨の両替および旅行小切手の売買に関する業務取扱を開始。
- 2007年（平成19年）10月1日 - 民営化に伴い、併設された郵便事業早良支店に一部業務を移管。
- 2012年（平成24年）10月1日 - 日本郵便株式会社発足に伴い、郵便事業早良支店を早良郵便局に統合。

## 取扱内容
- 郵便、印紙、ゆうパック、内容証明
- 貯金、為替、振替、振込、国際送金、外貨両替・トラベラーズチェック、国債、投資信託
- 生命保険、バイク自賠責保険
- ゆうちょ銀行ATM
- 福岡市早良区内の一部地域および城南区内の一部地域の集配業務
- ゆうゆう窓口

## 周辺
早良区の中心部である西新地区の西端部、明治通り沿いに立地する。100mほど南には西新商店街がある。
- 福岡市早良区役所
- 西新商店街
- 早良警察署
- 西南学院大学
- 福岡県立修猷館高等学校
- シーサイドももち

## アクセス
- 福岡市地下鉄空港線 藤崎駅から徒歩約6分、西新駅から徒歩約7分
- 西鉄バス 防塁前停留所下車
- 福岡高速環状線 愛宕出入口から東へ、また百道出入口から南へそれぞれ約1.5km
- 駐車場あり：9台